# Pignora imperii
Les pignora imperii (penyores de l'imperi) eren els set objectes que, segons les creences dels antics romans, garantien el poder de la nació romana.

## Concepte
Es tractava d'objectes sagrats que havien arribat a mans dels romans procedents de llocs conquerits o bé de Troia, considerada la llar dels avantpassats dels fundadors de Roma. Aquests objectes tenien atribuïdes propietats màgiques i en el seu origen havien estat atorgades pels déus als humans. Existia la convicció que si aquests objectes eren robats o deixaven d'estar en poder del poble romà, alguna desgràcia molt greu els sobrevindria, principalment la pròpia destrucció i l'abandonament del favor dels déus. Per això eren custodiats amb molt de cel pels sacerdots els quals havien de defensar-los amb la pròpia vida en cas de ser atacats pels enemics.
Els romans tenien altres objectes sagrats, però als quals no se'ls atribuïa el poder de garantir la salvaguarda de la nació. Per exemple la pedra de sílex custodiada al temple de Júpiter, que es feia servir per a fer juraments solemnes.

## Les penyores

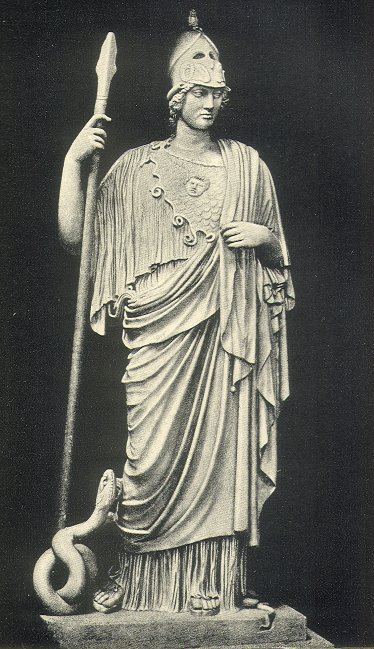
Còpia romana del palladium, coneguda com "Atenea Giustiniani"

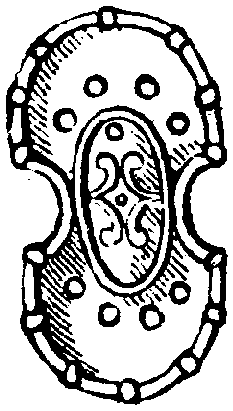
Dibuix de l'escut màgic (ancilia) que custodiaven els salii. Juntament amb el Palladium eren els dos objectes més valorats pels romans amb el contingut màgic de protectors.

Les penyores eren, segons Servi Maure Honorat:
- L'agulla de Cíbele, una pedra negra considerada el «bètilos» de la deessa, mot provinent del mot hebreu beith, amb el significat de 'la llar de Déu'. Aquesta pedra havia estat portada de Pessinunt, una ciutat d'Anatòlia, l'any 204 aC. La van fer servir per invocar la Magna Mater perquè protegís els romans del perill d'Hanníbal Barca, seguint el consell que estava escrit als llibres sibil·lins.[2]
- La quadriga de Veïs, obra de terracota de l'escultor etrusc Vulca, la qual formava part de la decoració del Temple de Júpiter Capitolí.[3] Amb el temps va ser substituïda per una de bronze doncs estava molt malmesa, potser per estar a la intempèrie o per causa d'algun dels incendis que va patir el temple.
- Les cendres d'Orestes,[4] fill d'Agamènon, les quals havien estat enterrades a la ciutat d'Arícia per Ifigènia, la seva germana. A tots dos se'ls atribuïa haver robat una estàtua d'Àrtemis als tauris i portada a Lacònia per a ser venerada degudament. Posteriorment les cendres d'Orestes van ser traslladades des d'Arícia al Temple de Saturn a Roma.
- El ceptre de Príam, portat a Itàlia per Enees, qui l'havia salvat de les flames durant la destrucció de Troia.
- El vel d'Ilíone,[5] esposa de Polimèstor, rei del Quersonès Traci, filla de Príam. Aquest vel havia estat un regal de Leda, la mare d'Helena. Quan la ciutat de Troia va ser tràgicament destruïda per motiu d'Helena, Ilíone es va posar el vel en senyal de dol pels troians morts.
- El palladium , una estàtua en fusta d'Atena rescatada de la caiguda de Troia, que era custodiada per les vestals. Es deia que tenia el poder miraculós de vessar llàgrimes. Segons la llegenda l'estàtua va caure del cel als peus d'Ilio mentre estava construint la ciutat d'Ilium (antic nom de Troia).[6] L'any 241 aC, va haver un incendi al temple de Vesta, on es custodiava el palladium. El Pontífex Màxim Luci Cecili Metel va entrar per a salvar la imatge però en va quedar ceg, cosa que es va atribuir no a les flames sinó al fet que per ser home tenia l'entrada prohibida en aquell temple.[7][8] Actualment existeix un petit cap del que devia ser una estàtua d'Atena Promacos, guardada en l'Antiquarium Palatí de Roma, què alguns arqueòlegs pensen que podria ser les restes del famós palladium.[9]
- L'ancilia, un escut sagrat enviat per Júpiter al rei Numa Pompili, que era custodiat pels salii, sacerdots de Mart.[10] Per tal d'assegurar la seva protecció es guardava juntament amb onze còpies idèntiques.

Segons Alan Cameron, profesor de la Universitat de Colúmbia, tres d'aquestes penyores devien ser fictícies (les cendres, el ceptre i el vel), perquè només Servi Maure en parla d'elles. La resta, en canvi, són objectes citats en nombrosos textos històrics de l'antiguitat però dels quals no hi ha rastre arqueològic.

## En els darrers anys de l'imperi
Algunes narracions sobre la fundació de Constantinoble (any 330), deien que Constantí I, el primer emperador que es va convertir al cristianisme, va transferir els  pignora imperii a la nova capital. Però encara que la veracitat d'aquesta llegenda no es pot demostrar, el fet demostra el valor simbòlic que encara tenien.
Cap a finals de l'època imperial, l'altar de la victòria de la sala de la cúria senatorial va agafar el mateix valor simbòlic per a aquells que, com Simac, pensaven que calia mantenir vives les tradicions de la religió romana per a fer front a l'avanç de cristianisme. Quan l'emperador Teodosi I, el 391, va ordenar extingir el foc del temple de Vesta, ja no tenia sentit continuar pensant que aquells objectes sagrats protegirien Roma dels invasors, ja que el cristianisme que molts veien com una religió estrangera, s'havia convertit en religió oficial.

## Ficció
- Les set penyores són el tema central de la novel·la de Leandro Sperduti: "I sette arcani del Vaticano", (Els set misteris del Vaticà), 2013, ISBN 978-88-541-5061-4